# 龙庙镇 (巴彦县)
龙庙镇是中国黑龙江省哈尔滨市巴彦县下辖的一个镇，位于松嫩平原，松花江中游北部，双鸭山余脉西部。

## 行政区划
现辖：
德安村、双兴村、和平村、得利村、彦龙村、为民村、冬青村和向阳村。